# Planica (Brod Moravice)
Pour l’article homonyme, voir Planica.
Planica est une localité de Croatie située dans la municipalité de Brod Moravice, comitat de Primorje-Gorski Kotar. En 2001, la localité comptait 1 habitant.

## Démographie
| 1948 | 1953 | 1961 | 1971 | 1981 | 1991 | 2001 |
| ---- | ---- | ---- | ---- | ---- | ---- | ---- |
| 23   | 24   | 25   | 19   | 11   | 6    | 1    |